# Adolph Rodde
Adolph Rodde (* 1688 in Lübeck; † 15. November 1732 ebenda) war ein Lübecker Kaufmann und Ratsherr.

## Leben
Adolph Rodde war ein Neffe des Lübecker Kaufmanns und Bürgermeisters Hermann Rodde. Er trat 1702 in Handelsgeschäft dieses Onkels ein. Er bereiste für diese Handlung 1706 Amsterdam, 1709 London und 1711–1713 Frankreich und Italien. Danach machte er sich in Lübeck als Mitglied der Kaufleutekompagnie als Kaufmann selbstständig. 1732 wurde er in den Lübecker Rat erwählt.
Adolph Rodde war verheiratet mit einer Tochter des Kaufmanns Nikolaus Brüning. Der Lübecker Bürgermeister Franz Bernhard Rodde war sein Sohn.